# Alexandru Baltagă
Alexandru Baltagă (ur. 2 kwietnia?/14 kwietnia 1861 w Lozovej, zm. 7 sierpnia 1941 w Kazaniu) – mołdawski duchowny prawosławny, deputowany do Rady Kraju, święty prawosławny. 

## Życiorys
Był synem kapłana prawosławnego Stefana Baltagi i jego małżonki Eleny. Ukończył szkołę parafialną w rodzinnej Łozowej. Następnie podjął naukę w seminarium duchownym w Kiszyniowie, kończąc je w 1883 r. z wyróżnieniem. Dwa lata po dyplomie przepracował w szkole duchownej dla chłopców w Kiszyniowie. Następnie, jako mężczyzna żonaty, przyjął 26 stycznia 1886 r. święcenia diakońskie, natomiast 2 lutego tego samego roku – kapłańskie. Został skierowany do służby w cerkwi św. Aleksandra Newskiego w Călărași. 
Działał na rzecz rozwoju szkolnictwa na besarabskiej wsi, od 1908 r. współpracował z pismem „Oświeciciel” („Luminătorul”), od 1908 do 1918 r. był nauczycielem w szkole w miejscowości, w której służył jako kapłan. W latach 1903–1925 corocznie przewodniczył na eparchialnych zjazdach duchowieństwa eparchii kiszyniowskiej. W 1917 r. został wybrany do mołdawskiej Rady Kraju jako delegat duchowieństwa prawosławnego Besarabii. 27 marca 1918 r. zagłosował za przyłączeniem Mołdawskiej Republiki Demokratycznej do Rumunii.
W związku ze zmianą granic eparchia kiszyniowska została włączona do Rumuńskiego Kościoła Prawosławnego. Ks. Baltagă był członkiem komitetu przygotowującego integrację eparchii w nowej jurysdykcji. W 1918 r. wybrany do komitetu zarządzającego eparchią i należał do niego przez siedem lat. Od 1925 r. był członkiem Zgromadzenia Eparchialnego arcybiskupstwa kiszyniowskiego, natomiast w 1932 r. reprezentował eparchię kiszyniowską na Kongresie Narodowo-Cerkiewnym Rumuńskiego Kościoła Prawosławnego. Równocześnie w latach 1922–1935 kierował Związkiem Prawosławnych Duchownych Besarabii.
W 1940 r., po wejściu wojsk radzieckich do Besarabii, został aresztowany przez NKWD na rozkaz zastępcy ludowego komisarza spraw wewnętrznych Iosifa Mordowca. Jego zatrzymanie nastąpiło na fali represji NKWD wymierzonych m.in. w byłych deputowanych Rady Kraju oraz rumuńskich urzędników. 31 sierpnia 1940 r. został przewieziony z Călărași do Kiszyniowa i poddany represjom z powodu swojej działalności w Radzie Kraju w latach 1917–1918. Zarzucono mu, że opowiadając się za niepodległością Besarabii, a potem za jej wejściem w skład państwa rumuńskiego wykazał się postawą antyradziecką, a ponadto w kolejnych latach zwalczał ruch rewolucyjny. Oskarżono go o przestępstwa przeciwko klasie robotniczej i ruchowi rewolucyjnemu, kontrrewolucyjnego sabotażu i wspierania burżuazji. Podczas śledztwa ks. Baltagă oznajmił, że jest przeciwnikiem rewolucji i głosował za zjednoczeniem Besarabii i Rumunii, by jej uniknąć. Określił się jako besarabski nacjonalista i wyraziciel nastrojów mołdawskiego duchowieństwa, poddawanego rusyfikacji przez biskupów kiszyniowskich takich jak Paweł (Lebiediew) i Serafin (Cziczagow). Wobec ataku III Rzeszy na Związek Radziecki 22 czerwca 1941 r. jego proces nie został ukończony w Kiszyniowie. Duchowny został wywieziony przez NKWD do Kazania i zmarł tam w sierpniu 1941 r. w więziennym szpitalu.
Miał dwoje adoptowanych dzieci: syna Vsevoloda i córkę Margaretę. Jego żona i dzieci w 1940 r. uciekły przed armią radziecką na drugą stronę Prutu.
W 1991 r. został zrehabilitowany, zaś w 1995 r. Metropolia Besarabii rozpoczęła prace przygotowawcze do ogłoszenia go świętym. Kanonizacja ks. Baltagi - jako świętego kapłana męczennika Aleksandra z Besarabii - miała miejsce w 2024 r. Jego kult objął cały Rumuński Kościół Prawosławny, dniem wspomnienia wyznaczono 8 sierpnia.
Jego imię nosi szkoła w Călărași, zaś przy cerkwi, w której służył, wzniesiono nagrobek symboliczny.